# Elecciones al Congreso de los Diputados de noviembre de 2019 (Tarragona)
Las elecciones al Congreso de los Diputados de 2019 se celebraron en la provincia de Tarragona el domingo 10 de noviembre, como parte de las elecciones generales convocadas por Real Decreto dispuesto el 4 de marzo de 2019 y publicado en el Boletín Oficial del Estado el día siguiente. Se eligieron los 6 diputados del Congreso correspondientes a la circunscripción electoral de Tarragona, mediante un sistema proporcional (método d'Hondt) con listas cerradas y un umbral electoral del 3%.

## Resultados
Los comicios depararon 2 escaños al Esquerra Republicana de Catalunya-Sobiranistes y al Partido de los Socialistas de Cataluña, y 1 a Junts per Catalunya-Junts, y Unidas Podemos
| Candidatura                                             | Candidatura                                                       | Votos   | %                                       | Escaños                                 |
| ------------------------------------------------------- | ----------------------------------------------------------------- | ------- | --------------------------------------- | --------------------------------------- |
|                                                         | Esquerra Republicana de Catalunya-Sobiranistes (ERC-Sobiranistes) | 98 782  | 25,81                                   | 2                                       |
|                                                         | Partido de los Socialistas de Cataluña (PSC-PSOE)                 | 73 641  | 19,24                                   | 2                                       |
|                                                         | Junts per Catalunya-Junts (JxCAT-Junts)                           | 51 461  | 13,45                                   | 1                                       |
|                                                         | En Comú Podem-Guanyem el Canvi (En Comú Podem-GeC)                | 46 644  | 12,19                                   | 1                                       |
|                                                         |                                                                   |         |                                         |                                         |
| Vox (Vox)                                               | Vox (Vox)                                                         | 31 124  | 8,13                                    | 0                                       |
| Partido Popular (PP)                                    | Partido Popular (PP)                                              | 29 923  | 7,82                                    | 0                                       |
| Ciudadanos-Partido de la Ciudadanía (Cs)                | Ciudadanos-Partido de la Ciudadanía (Cs)                          | 22 814  | 5,96                                    | 0                                       |
| Candidatura de Unidad Popular (CUP)                     | Candidatura de Unidad Popular (CUP)                               | 22 129  | 5,78                                    | 0                                       |
| Partido Animalista Contra el Maltrato Animal (PACMA)    | Partido Animalista Contra el Maltrato Animal (PACMA)              | 4588    | 1,20                                    | 0                                       |
| Recortes Cero-Grupo Verde (Recortes Cero-GV)            | Recortes Cero-Grupo Verde (Recortes Cero-GV)                      | 533     | 0,14                                    | 0                                       |
| Por un Mundo más Justo (PUM+J)                          | Por un Mundo más Justo (PUM+J)                                    | 351     | 0,09                                    | 0                                       |
| Izquierda en Positivo (IZQP)                            | Izquierda en Positivo (IZQP)                                      | 343     | 0,09                                    | 0                                       |
| Partido Comunista dels Treballadors de Catalunya (PCTC) | Partido Comunista dels Treballadors de Catalunya (PCTC)           | 191     | 0,05                                    | 0                                       |
| Partido Comunista del Pueblo de Cataluña (PCPC)         | Partido Comunista del Pueblo de Cataluña (PCPC)                   | 180     | 0,05                                    |                                         |
| Votos válidos                                           | Votos válidos                                                     | 382 704 | 100,00                                  | 6                                       |
| Votos nulos                                             | Votos nulos                                                       | 2669    | Participación: · \| \| 67,51 % \| 8,20% | Participación: · \| \| 67,51 % \| 8,20% |
| Votantes                                                | Votantes                                                          | 388 088 | Participación: · \| \| 67,51 % \| 8,20% | Participación: · \| \| 67,51 % \| 8,20% |
| Electores                                               | Electores                                                         | 574 866 | Participación: · \| \| 67,51 % \| 8,20% | Participación: · \| \| 67,51 % \| 8,20% |
|                                                         | 67,51 %                                                           |         |                                         |                                         |

## Diputados electos
Relación de diputados electos:
| N.º | Nombre                   | Lista | Lista            |
| --- | ------------------------ | ----- | ---------------- |
| 1   | Jordi Salvador i Duch    |       | ERC-Sobiranistes |
| 2   | Joan Ruiz i Carbonell    |       | PSC-PSOE         |
| 3   | Josep Rull i Andreu      |       | Junts            |
| 4   | Norma Pujol i Farré      |       | ERC-Sobiranistes |
| 5   | Ismael Cortés Gómez      |       | ECP              |
| 6   | Sandra Guaita Esteruelas |       | PSC-PSOE         |